# Алекс Степанек
Алекс Степанек (нім. Alex Stepanek; нар. 11 липня 1963) — колишній німецький тенісист.
Найвищу одиночну позицію світового рейтингу — 133 місце досяг 24 лютого 1986, парну — 336 місце — 16 травня 1988 року.

## Титули на челленджерах

### Одиночний розряд: (1)
| Ранг | Рік  | Турнір                                                   | Покриття | Суперник       | Рахунок  |
| ---- | ---- | -------------------------------------------------------- | -------- | -------------- | -------- |
| 1.   | 1986 | Травемюнде, Федеративна Республіка Німеччина (1949—1990) | Ґрунт    | Карл Лімбергер | 6–2, 6–0 |